# Vitolo Añino
Víctor Añino Bermúdez (Santa Cruz de Tenerife, España, 9 de septiembre de 1983), conocido como Vitolo, es un futbolista español. Juega de centrocampista.

## Trayectoria
Debutó en Primera División el 16 de septiembre de 2001 a los 18 años, en el partido que enfrentaba al CD Tenerife contra el Villarreal CF que acabó con el resultado de 2 a 0.
Fue una pieza fundamental en el C. D. Tenerife durante una etapa en Segunda División (desde el 2002 al 2006). Vitolo comenzó su carrera deportiva a los 8 años, en el S. D. Valleseco, club de renombre en la isla tinerfeña del archipiélago canario. Ahí empezó a formarse como futbolista y como persona. Consiguió muchos premios, tanto individuales como colectivos (pichichi de preferente, subcampeón de preferente, siendo el Tenerife campeón, y un largo etcétera).  
Llegó al Racing de Santander en la temporada 2005-06 procedente del Tenerife siendo entrenador Manolo Preciado con 21 años y el título de subcampeón del mundo de 2003 con la selección sub-20, Vitolo firmó por el Racing para las siguientes cinco temporadas.
Durante algunas jornadas de la temporada 2006-07 el canario no parecía tener cabida en el equipo de Miguel Ángel Portugal, situación que se volvió complicada en el partido contra la Real Sociedad en el Sardinero, que el Racing ganó por 1-0. En aquel encuentro, el entrenador le hizo saltar al terreno de juego en el minuto 92. Sin embargo, desde ese preciso momento se convirtió en una pieza fundamental en el equipo y acabó jugando un total de 36 partidos.
En agosto de 2007 el Racing cedió a Vitolo al Celta de Vigo por una temporada, el club vigués dispuso de una opción de compra por importe de 3 millones de euros que no hizo efectiva.
Regresó a su club para tratar de convencer al nuevo entrenador del Racing Juan Ramón López Muñiz pero el 31 de agosto se hace pública su cesión al Aris Salónica FC.
El 27 de julio de 2009 se hace pública la rescisión de su contrato con el Racing de Santander para un día más tarde fichar por el PAOK Salónica FC de Grecia. Vitolo cambió Grecia por Turquía, llegando a las filas del Elazigspor, pero su aventura turca duró menos de lo esperado rescindiendo contrato. En junio de 2014 volvía al equipo en el que se formó, el CD Tenerife.
En verano de 2015 recibe una oferta del Atromitos griego y, tras un día de vértigo, se resuelve su continuidad en la Isla y su renovación por un año más con el Tenerife.

El jugador regresó a su tierra, al Tenerife, en el que jugaría durante cuatro temporadas en el conjunto blanquiazul, entre 2014 y 2018, todas ellas en la división de plata. En 2017 se quedó con la miel en los labios, cuando a los tinerfeños se les escapó el ascenso a Primera en la última eliminatoria de play-off. Con José Luis Martí en el banquillo, Vitolo era un futbolista indispensable, pero la temporada 2017-18 empezó a perder protagonismo. En el mes de junio de 2018, el club le comunicó que no contaba con él para el nuevo curso, a pesar de que tenía contrato en vigor hasta 2019.
En julio de 2018, rescinde su contrato con el CD Tenerife tras cuatro temporadas y se marcha del club que le vio debutar como futbolista, despidiéndose con una emotiva carta de despedida y poniendo fin a una gran etapa como jugador en el club tinerfeño.
El 24 de agosto de 2018, se compromete con el FC Cartagena de la Segunda División B de España por una temporada con opción a otra, para intentar conseguir el ascenso de categoría con el club blanquinegro.

## Selección nacional
Ha sido internacional con la Selección de fútbol sub-21 de España.

### Participaciones en Copas del Mundo
| Mundial                                | Sede                   | Resultado  |
| -------------------------------------- | ---------------------- | ---------- |
| Copa Mundial de Fútbol Juvenil de 2003 | Emiratos Árabes Unidos | Subcampeón |

## Estadísticas
| Club                                 | Temporada | División             | Liga  | Liga  |
| Club                                 | Temporada | División             | Part. | Goles |
| ------------------------------------ | --------- | -------------------- | ----- | ----- |
| Club Deportivo Tenerife "B" · España | 2001-2002 | Segunda División B   |       |       |
| CD Tenerife · España                 | 2001-2002 | Primera División     | 1     | 0     |
| Club Deportivo Tenerife "B" · España | 2002-2003 | Segunda División B   |       |       |
| CD Tenerife · España                 | 2002-2003 | Segunda División     | 2     | 0     |
| CD Tenerife · España                 | 2003-2004 | Segunda División     | 31    | 0     |
| CD Tenerife · España                 | 2004-2005 | Segunda División     | 35    | 1     |
| Racing de Santander · España         | 2005-2006 | Primera División     | 33    | 0     |
| Racing de Santander · España         | 2006-2007 | Primera División     | 33    | 0     |
| Celta de Vigo · España               | 2007-2008 | Segunda División     | 33    | 0     |
| Aris Salónica FC · Grecia            | 2008-2009 | Superliga de Grecia  | 21    | 0     |
| PAOK Salónica FC · Grecia            | 2009-2010 | Superliga de Grecia  | 31    | 1     |
| PAOK Salónica FC · Grecia            | 2010-2011 | Superliga de Grecia  | 36    | 2     |
| Panathinaikos Fútbol Club · Grecia   | 2011-2012 | Superliga de Grecia  | 28    | 0     |
| Panathinaikos Fútbol Club · Grecia   | 2012-2013 | Superliga de Grecia  | 39    | 5     |
| Elazığspor Turquía                   | 2013-2014 | Superliga de Turquía | 11    | 0     |
| Club Deportivo Tenerife · España     | 2014-2015 | Segunda División     | 38    | 5     |
| Club Deportivo Tenerife · España     | 2015-2016 | Segunda División     | 40    | 0     |
| Club Deportivo Tenerife · España     | 2016-2017 | Segunda División     | 40    | 0     |
| Club Deportivo Tenerife · España     | 2017-2018 | Segunda División     | 21    | 0     |
| FC Cartagena · España                | 2018-2019 | Segunda División B   | 30    | 0     |

## Palmarés

### Copas internacionales
| Título                                                  | Club   | País                   | Año  |
| ------------------------------------------------------- | ------ | ---------------------- | ---- |
| Subcampeón de la Copa Mundial de Fútbol Juvenil de 2003 | España | Emiratos Árabes Unidos | 2003 |

(*) Incluyendo la selección